# Kate Capshaw
Kate Capshaw, pseudonimo di Kathleen Sue Nail (Fort Worth, 3 novembre 1953), è un'attrice, produttrice cinematografica ed ex modella statunitense.
Attiva negli anni ottanta e anni novanta, si è ritirata dalle scene nel 2001.

## Biografia
Laureata in Educazione all'Università del Missouri, muove i primi passi nel mondo dello spettacolo come modella, per l'agenzia Ford. Per un periodo fa l'insegnante. Diventa famosa come attrice grazie alla partecipazione al film Indiana Jones e il tempio maledetto (1984). Viene candidata all'Oscar con il cortometraggio Duke of Groove (1996) di Griffin Dunne, co-interpretato da Uma Thurman, Kiefer Sutherland e Tobey Maguire. Nel 2001 entra a far parte del cast della miniserie televisiva A Girl Thing, dove interpreta una art designer lesbica che inizia una storia d'amore con un'avvocatessa interpretata da Elle Macpherson; le scene di sesso tra le due donne fecero scandalo. Oltre che come attrice versatile, lavora anche come produttrice.

## Vita privata
Dal suo primo matrimonio con Robert Capshaw è nata l'attrice Jessica Capshaw (1976). Dal 1991 è sposata in seconde nozze con il regista Steven Spielberg, incontrato sul set di Indiana Jones e il tempio maledetto. La coppia ha avuto tre figli naturali (Sasha nel 1990, Sawyer Avery nel 1992 e Destry Allyn nel 1996) e due adottivi (Theo, nato nel 1988 e adottato da lei prima delle nozze e successivamente adottato anche dal marito, e Mikaela George, nata nel 1996). Ha un figliastro, Max Samuel Spielberg, nato nel 1985 dal primo matrimonio del marito (1985-1989) con Amy Irving.

## Filmografia

### Cinema
- Un po' di sesso (A Little Sex), regia di Bruce Paltrow (1982)
- Indiana Jones e il tempio maledetto (Indiana Jones and the Temple of Doom), regia di Steven Spielberg (1984)
- La miglior difesa è... la fuga (Best Defense), regia di Willard Huyck (1984)
- Dreamscape - Fuga nell'incubo (Dreamscape), regia di Joseph Ruben (1984)
- Chicago '86 (Windy City), regia di Armyan Bernstein (1984)
- Power - Potere (Power), regia di Sidney Lumet (1986)
- Space Camp - Gravità zero (SpaceCamp), regia di Harry Winer (1986)
- Ti presento un'amica, regia di Francesco Massaro (1987)
- Black Rain - Pioggia sporca (Black Rain), regia di Ridley Scott (1989)
- Un amore passeggero (Love at Large), regia di Alan Rudolph (1990)
- My Heroes Have Always Been Cowboys, regia di Stuart Rosenberg (1991)
- Love Affair - Un grande amore (Love Affair), regia di Glenn Gordon Caron (1994)
- La giusta causa (Just Cause), regia di Arne Glimcher (1995)
- Gli anni dei ricordi (How to Make an American Quilt), regia di Jocelyn Moorhouse (1995)
- Le locuste (The Locusts), regia di John Patrick Kelley (1997)
- Allarme mortale (The Alarmist), regia di Evan Dunsky (1997)
- La lettera d'amore (The Love Letter), regia di Peter Chan (1999)

### Televisione
- Ai confini della notte (The Edge of Night) - serie TV, 1 episodio (1956)
- Missing Children: A Mother's Story, regia di Dick Lowry - film TV (1982)
- Il vivo e il morto (The Quick and the Dead), regia di Robert Day - film TV (1987)
- Nome in codice: ballerina (Code Name: Dancer), regia di Buzz Kulik - film TV (1987)
- Internal Affairs, regia di Michael Tuchner - miniserie TV (1988)
- Black Tie Affair - serie TV, 5 episodi (1993)
- Vicini troppo vicini (Next Door), regia di Tony Bill - film TV (1994)
- Duke of Groove, regia di Griffin Dunne - corto TV (1996)
- No Dogs Allowed, regia di Linda Rockstroh - corto TV (1996)
- A Girl Thing, regia di Lee Rose - miniserie TV (2001)
- L'eredità di Michael (Due East), regia di Helen Shaver - film TV (2002)

### Produttrice
- La lettera d'amore (The Love Letter), regia di Peter Chan (1999)

## Doppiatrici italiane
Nelle versioni in italiano dei suoi film, Kate Capshaw è stata doppiata da:
- Rossella Izzo in Indiana Jones e il tempio maledetto, La miglior difesa è... la fuga, Power - Potere
- Roberta Greganti in Dreamscape - Fuga nell'incubo
- Maria Pia Di Meo in Ti presento un'amica
- Sonia Scotti in Black Rain - Pioggia sporca
- Antonella Giannini in My Heroes Have Always Been Cowboys
- Emanuela Rossi in Love Affair - Un grande amore
- Isabella Pasanisi in La giusta causa
- Roberta Paladini in La lettera d'amore